# Badische VI c

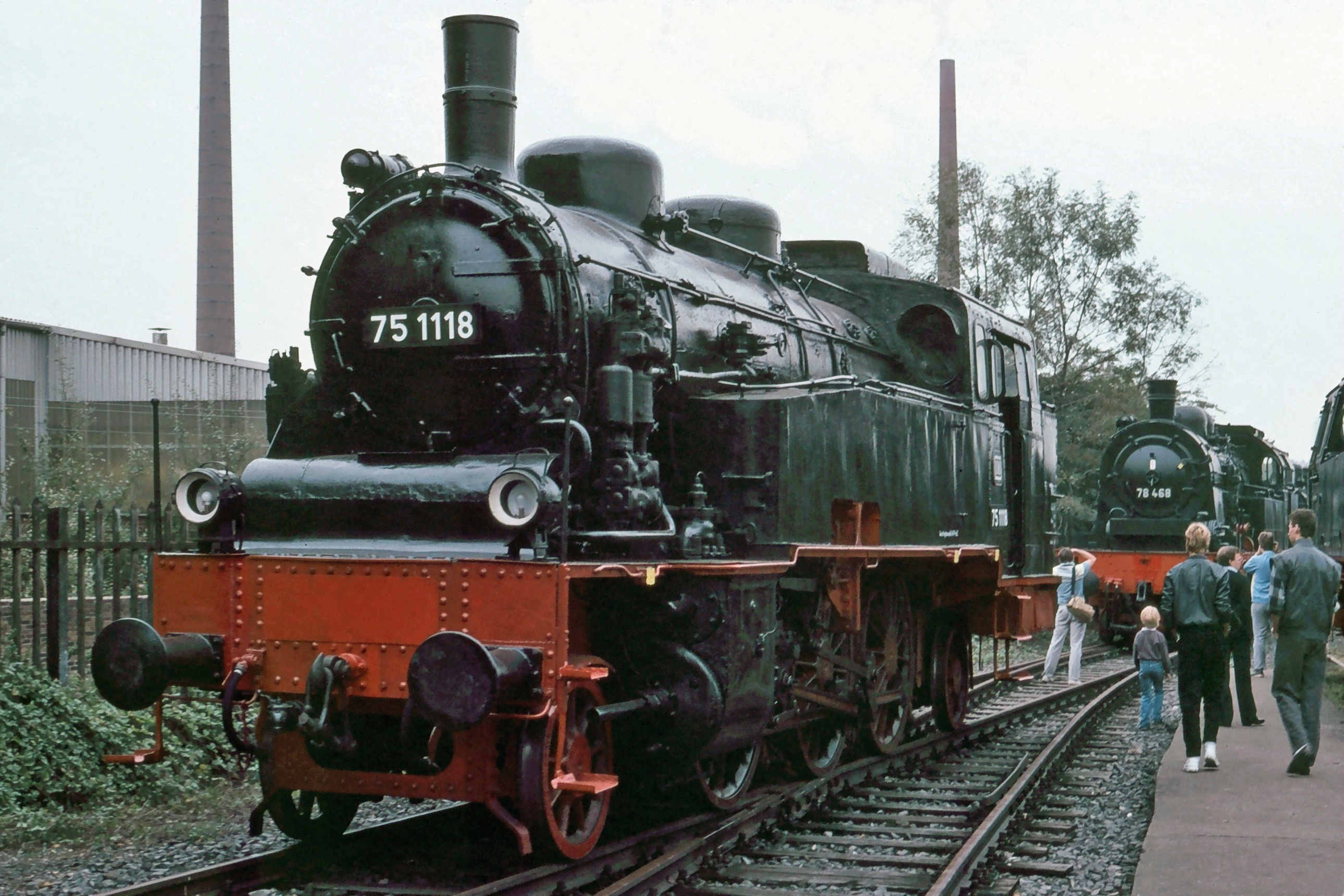
75 1118 in Bochum-Dahlhausen (1985)

Die Lokomotiven der Badischen Gattung VI c waren Personenzug-Tenderlokomotiven der Großherzoglich Badischen Staatseisenbahnen mit der Achsfolge 1’C1’. Die Maschinen wurden ab 1914 von der Maschinenbau-Gesellschaft Karlsruhe und von Jung gefertigt. Nach der Übernahme durch die Deutsche Reichsbahn reihte man die Lokomotiven in die Baureihe 754 ein. Nachbauten der Reichsbahn aus den Jahren 1920 und 1921 erhielten die Baureihennummern 7510–11. Die letzte Maschine der der Vorgängergattung VI b leistungsmäßig deutlich überlegenen Baureihe wurde erst im Jahr 1970 ausgemustert.

## Geschichte
Aufbauend auf den günstigen Erfahrungen mit den Nassdampf-Lokomotiven der Gattung VI b griff man bei der badischen Staatsbahn bei einer Neubeschaffung von Tenderlokomotiven erneut auf die Achsfolge 1’C1’ zurück. Da in der Zwischenzeit die Tragfähigkeit der Strecken verbessert worden waren, war ein Einsatz von Lokomotiven mit höheren Achsmassen möglich. Aus diesem Grund konnte man die neuen Lokomotiven nunmehr mit einem größeren Kessel sowie Rauchröhrenüberhitzer nach Schmidt, also als Heißdampf-Maschine, ausführen.
Ziel der Entwicklung war die Beförderung von Reisezügen auf der Strecke von Wilferdingen nach Pforzheim (Steigungen bis 11,62 ‰) mit 330 t Zugmasse bei 30 km/h und auf der Strecke von Hausach nach Sommerau (Steigungen bis 17,2 ‰) mit einer Zugmasse von 200 t und 35 km/h. In der Ebene sah das Leistungsprogramm die Beförderung eines 350 t schweren Zuges mit 80 km/h vor.
Die erste Lieferung erfolgte 1914 von der Maschinenbau-Gesellschaft Karlsruhe. Bis 1917 folgten weitere sechs Lieferserien. Davon wurden zwei Serien von der Lokomotivfabrik Arnold Jung geliefert. Insgesamt stieg der Lokbestand auf 92 Maschinen. Zusammen mit den Lokomotiven der Gattung VI b bildeten sie mit etwa 50 % des aktiven Lokbestandes das Rückgrat der Badischen Staatsbahn. Nach dem Ersten Weltkrieg mussten 15 Lokomotiven an Frankreich und 13 an Belgien abgegeben werden. Die französischen Lokomotiven wurden bei der Chemins de fer de l’État als 32.9 eingereiht. Die nach Belgien als Reparationsleistung gelangten Maschinen liefen zuerst unter der Bezeichnung Reihe 69 und wurden 1923 an die Anonyme Luxemburgische Prinz-Heinrich-Eisenbahn- und Erzgrubengesellschaft abgegeben. Dort erhielten sie die Betriebsnummern 251 bis 263.
Im Auftrag der Badischen Staatsbahn erfolgte 1920 eine Lieferung von 23 und im Auftrag der neu geschaffenen Deutschen Reichsbahn 1921 eine Lieferung von 20 Lokomotiven von der MBG Karlsruhe. Die nachbeschafften Lokomotiven verfügten über einen verstärkten Rahmen und damit eine um rund 3,4 t höhere Dienstmasse. Die Deutsche Reichsbahn zeichnete 1925 107 Maschinen in die Baureihe 754 und 7510–11 um.

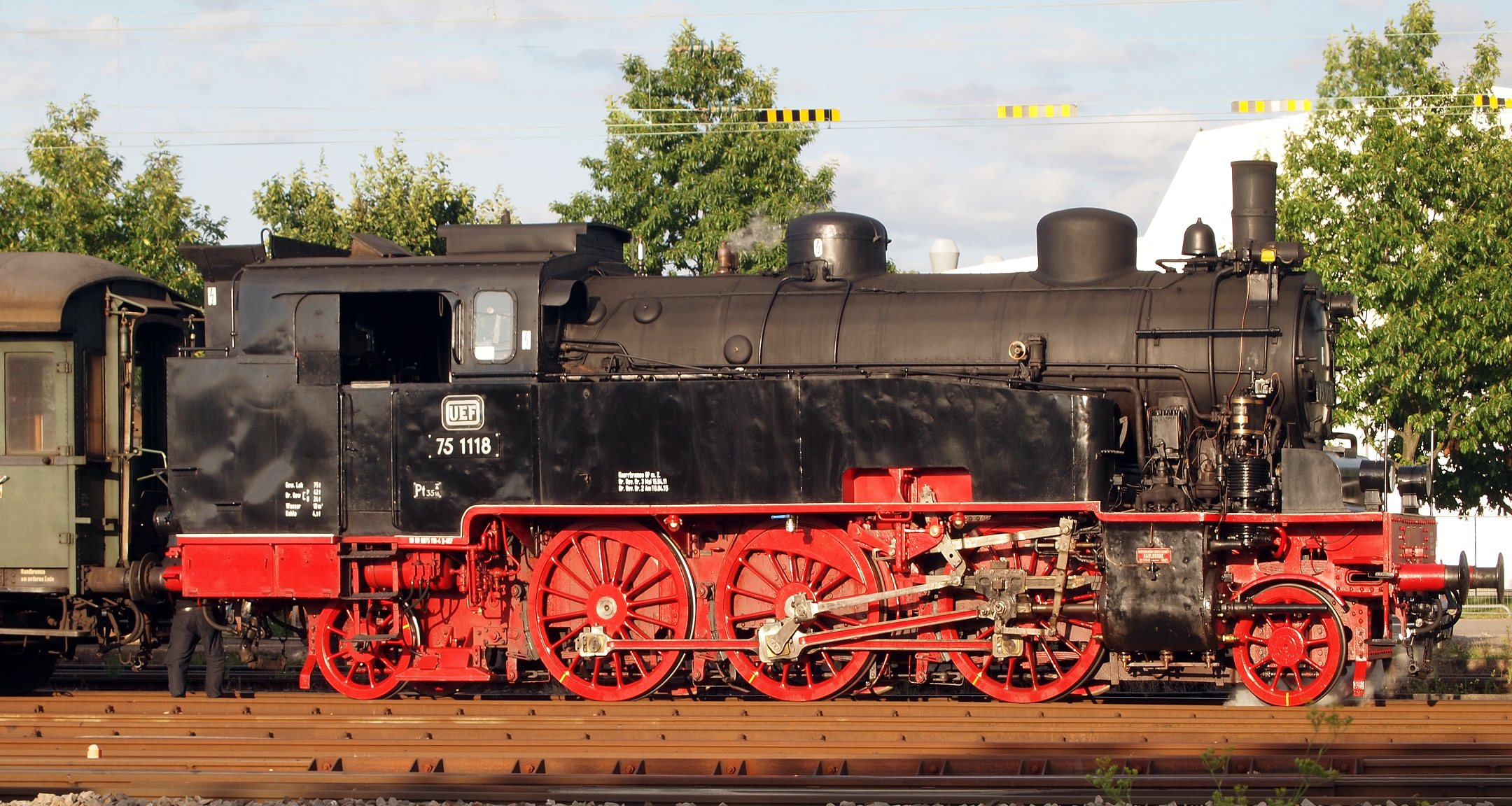
75 1118 auf der Rheintalbahn 2017

Ab Mitte der 1920er Jahre waren zehn Lokomotiven bei den Berliner Stadt-, Ring- und Vorortbahnen eingesetzt. Ab 1935 fanden sich 38 Stück in Mecklenburg im Einsatz. 1941 betrug der Gesamtbestand der Baureihe noch 105 Stück. Die in Luxemburg eingesetzten Lokomotiven wurden nach der Besetzung des Landes bei der DR als 75 1121 bis 1133 geführt. Nach dem Zweiten Weltkrieg wurden sie als Baureihe 35 bei der Chemins de Fer Luxembourgeois eingereiht, allerdings waren in Luxemburg bei Kriegsende nur noch sieben Maschinen verblieben. Fünf Fahrzeuge tauchten später wieder auf wurden 1945/46 und 1952 noch nach Luxemburg gebracht. Zwischen 1959 und 1963 wurden die Lokomotiven bei der CFL ausgemustert.
Nach dem Zweiten Weltkrieg übernahm die Deutsche Bundesbahn noch 66 Lokomotiven in ihren Bestand. Die im Jahr 1967 als letzte Lokomotive ihrer Gattung bei der Bundesbahn ausgemusterte 75 1118 wurde an die Technische Hochschule Karlsruhe abgegeben. Stationiert wurde die Maschine leihweise im DGEG-Museum in Neustadt/Weinstraße, von wo aus sie in den 1980er Jahren an die Ulmer Eisenbahnfreunde zur betriebsfähigen Aufarbeitung übergeben wurde. Seit 1988 ist sie wieder betriebsfähig und wird heute vor allem auf der Bahnstrecke Amstetten–Gerstetten eingesetzt.
Bei der Deutschen Reichsbahn in der DDR waren nach dem Zweiten Weltkrieg 29 Lokomotiven im Bestand. Diese wurden sämtlich bis zum Jahr 1970 ausgemustert.

## Konstruktive Merkmale
Die VI c verfügt über einen genieteten Blechrahmen aus 20 mm dicken Platten. Der Rahmen ist vorne und hinten eingezogen und durch einen im Rahmen angeordneten Wasserkasten und Winkelprofile versteift.
Der Langkessel besteht aus zwei Schüssen. Auf dem vorderen Kesselschuss sitzt der Sandkasten. Der Knorr-Druckluftsandstreuer sandet den Treibradsatz. Der schmale Stehkessel ist zwischen den Wangen des Rahmens eingelassen. Die ersten beiden Lieferserien hatten noch eine Feuerbüchse aus Kupfer, bei den Folgelieferungen wurde diese aus Stahl gefertigt. Der Kessel ist mit Coale-Sicherheitsventilen ausgestattet. Gegenüber den Lokomotiven der Gattung VI b verzichtete man auf einen doppelten Dampfdom mit Verbindungsrohr und ordnete nur einen einzelnen Dampfdom auf dem Kessel an. Die Kessellage ist rund einen halben Meter höher als bei der Vorgängergattung.
Der Kessel wird durch eine Kolbenspeisepumpe sowie eine nichtsaugende Dampfstrahlpumpe gespeist. Ab der zweiten Lieferserie verfügten die Lokomotiven über einen quer vor der Rauchkammer liegenden Knorr-Speisewasservorwärmer. Die Wasservorräte sind außer im Rahmenwasserkasten in zwei weiteren Wasserkästen neben den Langkessel untergebracht.
Das Zweizylinder-Heißdampftriebwerk und dessen Heusingersteuerung mit Kuhnscher Schleife sind außen waagerecht angeordnet. Die Dampfmaschine arbeitet auf die mittlere Kuppelachse. Das Laufwerk ist an sechs Punkten abgestützt. Die Federn der Kuppelradsätze liegen unterhalb der Achslager und bei den Laufachsen darüber. Die Laufachsen sind mit den danebenliegenden Kuppelachsen durch Ausgleichshebel verbunden. Die Laufachsen führte man als mittels Blattfedern rückgestellte Adamsachse aus, die Seitenverschiebbarkeit beträgt jeweils 65 mm nach jeder Seite.
Die Maschinen verfügten über eine Westinghouse-Druckluftbremse sowie teilweise eine Henry-Bremse. Die Kuppelradsätze wurden von hinten abgebremst. Später erhielten einige Maschinen ein Läutewerk und einen Dampf-Turbogenerator.